# Paul Verhoeven (burgemeester)
Paulus Johannes Jacobus (Paul) Verhoeven (Wanroij, 26 juni 1955) is een Nederlandse VVD-politicus en bestuurder. Tot 1 februari 2024 was hij burgemeester van Heeze-Leende.

## Biografie
Deze bedrijfseconoom werkte als subsidioloog voor hij beleidsadviseur voor het onderwijs werd bij de gemeente Wageningen. Op 1 januari 1994 ging de gemeente Wanroij op in de nieuwe gemeente Sint Anthonis waar hij toen wethouder werd. Hoewel hij landelijk lid was van de VVD zat hij daar als lid van de lokale partij Welzijn Voor Iedereen. Op 19 januari 2001 volgde zijn benoeming tot burgemeester van Ameland en sinds 1 februari 2006 is hij de burgemeester van de Noord-Brabantse gemeente Heeze-Leende. Op 1 februari 2024, na drie termijnen, is hij gestopt als burgemeester van Heeze-Leende en is hij met pensioen gegaan. Hij is getrouwd en heeft drie kinderen.